# Habenaria glaucophylla
Habenaria glaucophylla är en orkidéart som beskrevs av João Barbosa Rodrigues. Habenaria glaucophylla ingår i släktet Habenaria och familjen orkidéer. Inga underarter finns listade i Catalogue of Life.